# Union socialiste républicaine
 (novembre 2021).
Si vous disposez d'ouvrages ou d'articles de référence ou si vous connaissez des sites web de qualité traitant du thème abordé ici, merci de compléter l'article en donnant les références utiles à sa vérifiabilité et en les liant à la section « Notes et références ».
L'Union socialiste républicaine (USR) est une formation politique française, fondée en 1935 pour réunir les socialistes modérés en vue des élections législatives de 1936. Il est un groupe parlementaire jusqu’en 1940.

## Création

### Parti
Le 3 novembre 1935, à l'issue d'un congrès organisé dans la ville de Pantin, trois partis positionnés à la droite de la Section française de l'Internationale ouvrière (SFIO),  le Parti socialiste de France-Union Jean Jaurès (PSdF), le Parti socialiste français (PSF) et le Parti républicain-socialiste (PRS) fusionnent pour constituer l'Union socialiste républicaine.
Dans leur déclaration commune, les partis constitutifs de l'USR se réclament « également du socialisme, de la République et de la France », s’unissent pour « défendre la République contre les fascismes dictatoriaux et les dogmatismes totalitaires », « surmonter la crise économique » et « sauver la paix ». Ils décident également de fusionner leurs groupes parlementaires, bien que certains députés s'y refusent.

### Groupe parlementaire
Dans le groupe Socialiste de France, vingt députés sur vingt-cinq suivent l'union.
L'inter-groupe Socialiste français-Républicain socialiste comptait dix députés pour le premier et treize pour le second, plus sept députés qui avaient fait une entente.
Sur les 30 membres du groupement, neuf Socialistes français, huit Républicains socialistes et quatre indépendants qui avaient fait une entente rejoignent l'USR (21 sur 30)
Au total, 41 membres rejoignent la formation sur les 55 des anciens groupes.
Un petit groupe de réfractaire se forme. Il réunit trois Républicains socialistes, deux Socialistes français, un indépendant et deux députés qui viennent d'autres groupes. Ils créent ainsi le « groupe républicain socialiste indépendant ».
Les huit derniers ne rejoignent ni ne créent un autre groupe.

### Membres avant les législatives de 1936
| Député               | Département         | XVe législature (1932-1935) | XVe législature (1932-1935)      | XVe législature (1935-1936) | XVe législature (1935-1936)      | XVIe législature (1936-1940) | XVIe législature (1936-1940)                            | Vote sur les pleins pouvoirs |
| -------------------- | ------------------- | --------------------------- | -------------------------------- | --------------------------- | -------------------------------- | ---------------------------- | ------------------------------------------------------- | ---------------------------- |
| Pierre Appell        | Manche              |                             | Républicain socialiste           |                             | Union socialiste et républicaine |                              | Battu                                                   |                              |
| Édouard Barthe       | Hérault             |                             | Parti socialiste de France       |                             | Union socialiste et républicaine |                              | Union socialiste et républicaine                        | Pour                         |
| Raymond Bérenger     | Eure-et-Loir        |                             | Parti socialiste de France       |                             | Union socialiste et républicaine |                              | Union socialiste et républicaine                        | Pour                         |
| Charles Berthézenne  | Gard                |                             | Républicain socialiste           |                             | Union socialiste et républicaine |                              | Union socialiste et républicaine                        | Pour                         |
| Louis Besnard-Ferron | Loir-et-Cher        |                             | Républicain socialiste (Entente) |                             | Union socialiste et républicaine |                              | Union socialiste et républicaine                        | Pour                         |
| Maxence Bibié        | Dordogne            |                             | Socialiste français              |                             | Union socialiste et républicaine |                              | Union socialiste et républicaine                        | Pour                         |
| Georges Boully       | Yonne               |                             | Socialiste français              |                             | Union socialiste et républicaine |                              | Élu sénateur en 1936                                    | Pour                         |
| Raoul Brandon        | Seine               |                             | Républicain socialiste           |                             | Union socialiste et républicaine |                              | Élu sénateur en 1936                                    | Pour                         |
| Émile Bravet         | Ain                 |                             | Républicain socialiste           |                             | Union socialiste et républicaine |                              | Battu                                                   |                              |
| Victor Brémond       | Var                 |                             | Républicain socialiste           |                             | Union socialiste et républicaine |                              | Battu                                                   |                              |
| André Breton         | Cher                |                             | Socialiste français              |                             | Union socialiste et républicaine |                              | Battu, élu sénateur en 1938                             | Pour                         |
| Laurent Camboulives  | Tarn                |                             | Parti socialiste de France       |                             | Union socialiste et républicaine |                              | Battu, élu sénateur en 1936                             | Pour                         |
| Hubert Carmagnolle   | Var                 |                             | Parti socialiste de France       |                             | Union socialiste et républicaine |                              | Battu                                                   |                              |
| Henri Cazalet        | Gironde             |                             | Parti socialiste de France       |                             | Union socialiste et républicaine |                              | Ne se représente pas                                    |                              |
| Léon Chommeton       | Var                 |                             | Parti socialiste de France       |                             | Union socialiste et républicaine |                              | Ne se représente pas                                    |                              |
| Anatole de Monzie    | Lot                 |                             | Socialiste français              |                             | Union socialiste et républicaine |                              | Union socialiste et républicaine                        | Pour                         |
| Marcel Déat          | Marne               |                             | Parti socialiste de France       |                             | Union socialiste et républicaine |                              | Battu puis Union socialiste et républicaine (1939-1940) | Pour                         |
| Louis Deschizeaux    | Indre               |                             | Parti socialiste de France       |                             | Union socialiste et républicaine |                              | Union socialiste et républicaine                        | Pour                         |
| Antoine Dubon        | Landes              |                             | Républicain socialiste           |                             | Union socialiste et républicaine |                              | Union socialiste et républicaine                        | Pour                         |
| Jean Félix           | Hérault             |                             | Républicain socialiste (Entente) |                             | Union socialiste et républicaine |                              | Battu                                                   |                              |
| Henri Fiori          | Algérie française   |                             | Républicain socialiste           |                             | Union socialiste et républicaine |                              | Union socialiste et républicaine                        | Pour                         |
| Albert Forcinal      | Eure                |                             | Socialiste français              |                             | Union socialiste et républicaine |                              | Union socialiste et républicaine                        | Ne prend pas part au vote    |
| Eugène Frot          | Loiret              |                             | Républicain socialiste (Entente) |                             | Union socialiste et républicaine |                              | Union socialiste et républicaine                        | Pour                         |
| René Gounin          | Charente            |                             | Parti socialiste de France       |                             | Union socialiste et républicaine |                              | Union socialiste et républicaine (Sénateur en 1939)     | Pour                         |
| Max Hymans           | Indre               |                             | Républicain socialiste (Entente) |                             | Union socialiste et républicaine |                              | Union socialiste et républicaine                        | Pour                         |
| Gabriel Lafaye       | Gironde             |                             | Parti socialiste de France       |                             | Union socialiste et républicaine |                              | Union socialiste et républicaine                        | Pour                         |
| Georges Lasserre     | Gironde             |                             | Parti socialiste de France       |                             | Union socialiste et républicaine |                              | Battu                                                   |                              |
| Louis Lebel          | Somme               |                             | Parti socialiste de France       |                             | Union socialiste et républicaine |                              | Battu                                                   |                              |
| René Lebret          | Seine-Inférieure    |                             | Parti socialiste de France       |                             | Union socialiste et républicaine |                              | Union socialiste et républicaine                        | Pour                         |
| Lucien Lecointe      | Somme               |                             | Socialiste français              |                             | Union socialiste et républicaine |                              | Battu                                                   |                              |
| Justin Luquot        | Gironde             |                             | Parti socialiste de France       |                             | Union socialiste et républicaine |                              | Union socialiste et républicaine                        | Contre                       |
| Barthélemy Montagnon | Seine               |                             | Parti socialiste de France       |                             | Union socialiste et républicaine |                              | Battu                                                   |                              |
| Charles Pomaret      | Lozère              |                             | Républicain socialiste           |                             | Union socialiste et républicaine |                              | Union socialiste et républicaine                        | Pour                         |
| Édouard Pouzet       | Charente-Inférieure |                             | Socialiste français              |                             | Union socialiste et républicaine |                              | Ne se représente pas                                    |                              |
| André Pringolliet    | Savoie              |                             | Parti socialiste de France       |                             | Union socialiste et républicaine |                              | Union socialiste et républicaine                        | Pour                         |
| Paul Ramadier        | Aveyron             |                             | Parti socialiste de France       |                             | Union socialiste et républicaine |                              | Union socialiste et républicaine                        | Contre                       |
| Gaston Simounet      | Dordogne            |                             | Parti socialiste de France       |                             | Union socialiste et républicaine |                              | Ne se représente pas                                    |                              |
| Rodolphe Tonnellier  | Somme               |                             | Parti socialiste de France       |                             | Union socialiste et républicaine |                              | Battu                                                   |                              |
| Henri Triballet      | Dordogne            |                             | Socialiste français              |                             | Union socialiste et républicaine |                              | Union socialiste et républicaine                        | Excusé                       |
| Alexandre Varenne    | Puy-de-Dôme         |                             | Parti socialiste de France       |                             | Union socialiste et républicaine |                              | Battu                                                   |                              |
| Pierre Viénot        | Ardennes            |                             | Socialiste français              |                             | Union socialiste et républicaine |                              | Union socialiste et républicaine                        | À bord du Massilia           |
| Léon Vincent         | Pas-de-Calais       |                             | Républicain socialiste           |                             | Union socialiste et républicaine |                              | Battu                                                   |                              |

## XVIelégislature

### Gouvernement Blum
Les élections législatives de 1936 sont délicates pour l’Union socialiste républicaine, quatorze sortants étant battus et quatre autres ne s'étant pas représentés. Vingt-deux seulement rempilent pour cette législature, rejoints par sept nouveaux membres.
L'USR participe à la coalition de Front populaire en 1936 ainsi qu'au gouvernement Blum, qui est issu de sa victoire du scrutin, avec trois ministres : 
- Maurice Viollette (ministre d'État) ;
- Pierre Viénot (secrétaire d'État aux Affaires étrangères) ;
- Paul Ramadier (secrétaire d'État aux Mines et Électricité).

Le nombre de députés change peu (entre 26 et 29), mais cinq élus rejoindront la SFIO en 1937-1938, et en contrepartie les trois députés du Parti d'unité prolétarienne et Lucien Camus du groupe de la Gauche indépendante le rejoindront en 1938.

### Composition du groupe après les législatives de 1936
| Député                                | Département        | XVe législature (1932-1935) | XVe législature (1932-1935)      | XVe législature (1935-1936) | XVe législature (1935-1936)        | XVIe législature (1936-1940) | XVIe législature (1936-1940)                                  | Vote sur les pleins pouvoirs |
| ------------------------------------- | ------------------ | --------------------------- | -------------------------------- | --------------------------- | ---------------------------------- | ---------------------------- | ------------------------------------------------------------- | ---------------------------- |
| Édouard Barthe                        | Hérault            |                             | Parti socialiste de France       |                             | Union socialiste et républicaine   |                              | Union socialiste et républicaine                              | Pour                         |
| Raymond Bérenger                      | Eure-et-Loir       |                             | Parti socialiste de France       |                             | Union socialiste et républicaine   |                              | Union socialiste et républicaine                              | Pour                         |
| Charles Berthézenne                   | Gard               |                             | Républicain socialiste           |                             | Union socialiste et républicaine   |                              | Union socialiste et républicaine                              | Pour                         |
| Louis Besnard-Ferron                  | Loir-et-Cher       |                             | Républicain socialiste (Entente) |                             | Union socialiste et républicaine   |                              | Union socialiste et républicaine                              | Pour                         |
| Maxence Bibié                         | Dordogne           |                             | Socialiste français              |                             | Union socialiste et républicaine   |                              | Union socialiste et républicaine                              | Pour                         |
| Raoul Brandon                         | Seine              |                             | Républicain socialiste           |                             | Union socialiste et républicaine   |                              | Union socialiste et républicaine                              | Pour                         |
| Auguste Brunet                        | La Réunion         |                             | Indépendants de gauche           |                             | Indépendants de gauche             |                              | Union socialiste et républicaine                              | Pour                         |
| Anatole de Monzie                     | Lot                |                             | Socialiste français              |                             | Union socialiste et républicaine   |                              | Union socialiste et républicaine                              | Pour                         |
| Louis Deschizeaux                     | Indre              |                             | Parti socialiste de France       |                             | Union socialiste et républicaine   |                              | Union socialiste et républicaine                              | Pour                         |
| Antoine Dubon                         | Landes             |                             | Républicain socialiste           |                             | Union socialiste et républicaine   |                              | Union socialiste et républicaine →Groupe socialiste (03/1937) | Pour                         |
| Henri Fiori                           | Algérie française  |                             | Républicain socialiste           |                             | Union socialiste et républicaine   |                              | Union socialiste et républicaine                              | Pour                         |
| Albert Forcinal                       | Eure               |                             | Socialiste français              |                             | Union socialiste et républicaine   |                              | Union socialiste et républicaine                              | Ne prend pas part au vote    |
| Eugène Frot                           | Loiret             |                             | Républicain socialiste (Entente) |                             | Union socialiste et républicaine   |                              | Union socialiste et républicaine                              | Pour                         |
| René Gounin                           | Charente           |                             | Parti socialiste de France       |                             | Union socialiste et républicaine   |                              | Union socialiste et républicaine (Sénateur en 1939)           | Pour                         |
| Max Hymans                            | Indre              |                             | Républicain socialiste (Entente) |                             | Union socialiste et républicaine   |                              | Union socialiste et républicaine                              | Pour                         |
| Édouard Jonas                         | Meurthe-et-Moselle |                             | Non élu                          |                             | Non élu                            |                              | Union socialiste et républicaine                              | Ne prend pas part au vote    |
| Gabriel Lafaye                        | Gironde            |                             | Parti socialiste de France       |                             | Union socialiste et républicaine   |                              | Union socialiste et républicaine                              | Pour                         |
| Joseph Lagrosillière                  | Martinique         |                             | Parti socialiste de France       |                             | Non inscrit                        |                              | Union socialiste et républicaine →Groupe socialiste (01/1938) | Ne prend pas part au vote    |
| Pierre-Olivier Lapie                  | Meurthe-et-Moselle |                             | Non élu                          |                             | Non élu                            |                              | Union socialiste et républicaine                              | Réfugié à Londres            |
| René Lebret                           | Seine-Inférieure   |                             | Parti socialiste de France       |                             | Union socialiste et républicaine   |                              | Union socialiste et républicaine                              | Pour                         |
| Justin Luquot                         | Gironde            |                             | Parti socialiste de France       |                             | Union socialiste et républicaine   |                              | Union socialiste et républicaine →Groupe socialiste (03/1937) | Contre                       |
| Raymond Patenôtre                     | Seine-et-Oise      |                             | Indépendants de gauche           |                             | Indépendants de gauche             |                              | Union socialiste et républicaine                              | Ne prend pas part au vote    |
| Charles Pomaret                       | Lozère             |                             | Républicain socialiste           |                             | Union socialiste et républicaine   |                              | Union socialiste et républicaine                              | Pour                         |
| André Pringolliet                     | Savoie             |                             | Parti socialiste de France       |                             | Union socialiste et républicaine   |                              | Union socialiste et républicaine →Groupe socialiste (03/1937) | Pour                         |
| Paul Ramadier                         | Aveyron            |                             | Parti socialiste de France       |                             | Union socialiste et républicaine   |                              | Union socialiste et républicaine                              | Contre                       |
| Maurice Satineau                      | Guadeloupe         |                             | Non élu                          |                             | Non élu                            |                              | Union socialiste et républicaine                              | Pour                         |
| Raymond Susset                        | Seine              |                             | Républicain socialiste           |                             | Républicain socialiste indépendant |                              | Union socialiste et républicaine                              | Pour                         |
| Henri Triballet                       | Dordogne           |                             | Socialiste français              |                             | Union socialiste et républicaine   |                              | Union socialiste et républicaine                              | Excusé                       |
| Pierre Viénot                         | Ardennes           |                             | Socialiste français              |                             | Union socialiste et républicaine   |                              | Union socialiste et républicaine →Groupe socialiste (06/1938) | À bord du Massilia           |
| Arrivées après 1936 (Dates d'entrées) |                    |                             |                                  |                             |                                    |                              |                                                               |                              |
| Ludovic-Oscar Frossard                | Haute-Saône        |                             | Groupe socialiste                |                             | Non inscrit (1935-1937)            |                              | Union socialiste et républicaine (03/1937)                    | Pour                         |
| Louis Gélis                           | Seine              |                             | Unité ouvrière                   |                             | Gauche indépendante (1936-1938)    |                              | Union socialiste et républicaine (06/1938)                    | Décédé le 28/01/1940         |
| Émile Périn                           | Nièvre             |                             | Unité ouvrière                   |                             | Gauche indépendante (1936-1938)    |                              | Union socialiste et républicaine (06/1938)                    | Pour                         |
| Lucien Camus                          | Seine-et-Oise      |                             | Non élu                          |                             | Gauche indépendante (1936-1938)    |                              | Union socialiste et républicaine (06/1938)                    | Ne prend pas part au vote    |
| René Plard                            | Aube               |                             | Unité ouvrière                   |                             | Gauche indépendante (1936-1938)    |                              | Union socialiste et républicaine (12/1938)                    | Ne prend pas part au vote    |
| Marcel Déat                           | Marne              |                             | Parti socialiste de France       |                             | Union socialiste et républicaine   |                              | Battu en 1936 puis Union socialiste et républicaine (05/1939) | Pour                         |
| Antoine Cayrel                        | Gironde            |                             | Parti socialiste de France       |                             | Gauche indépendante                |                              | Union socialiste et républicaine (04/1940)                    | Pour                         |
| Adrien Marquet                        | Gironde            |                             | Parti socialiste de France       |                             | Gauche indépendante (Entente)      |                              | Union socialiste et républicaine (04/1940)                    | Pour                         |

## Rupture et virage à droite
L’Union socialiste républicaine participe au 3e gouvernement Daladier de 1938-1939 (avec également trois ministres), ce qui met définitivement fin à l'alliance entre radicaux et socialistes. Le groupe fait aussi partie des 4e et 5e gouvernements Daladier, jusqu’en 1940.

## Disparition et suites
Entrée en sommeil en 1940, l'USR n'est pas reconstituée à la Libération. 
La plupart de ses membres retournent à la SFIO, à l'instar de Paul Ramadier, Joseph Paul-Boncour et Max Hymans, ou rejoignent le Rassemblement des gauches républicaines (RGR). D'autres, essentiellement issus du courant dit « néo-socialiste » de Marcel Déat, sont condamnés pour faits de collaboration.